# Vall d'Albaida
La Vall d'Albaida (en castillan : Valle de Albaida) est une comarque de la province de Valence, dans la Communauté valencienne, en Espagne. Son chef-lieu est Ontinyent.

## Communes

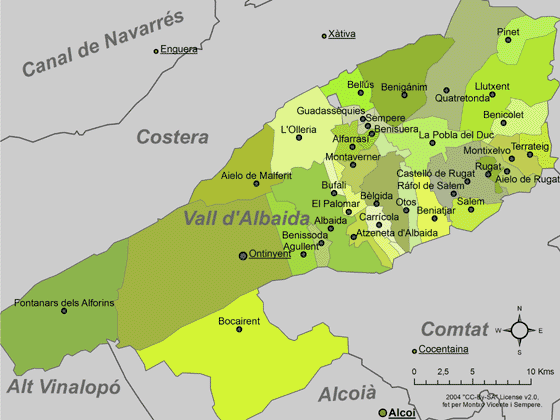
Communes du Vall d'Albaida

- Agullent
- Aielo de Malferit
- Aielo de Rugat
- Albaida
- Alfarrasí
- Atzeneta d'Albaida
- Bèlgida
- Bellús
- Beniatjar
- Benicolet
- Benigànim
- Benissoda
- Benisuera
- Bocairent
- Bufalí
- Carrícola
- Castelló de Rugat
- Fontanars dels Alforins
- Guadasequies
- Llutxent
- Montaverner
- Montitxelvo
- L'Olleria
- Ontinyent
- Otos
- El Palomar
- Pinet
- La Pobla del Duc
- Quatretonda
- Ráfol de Salem
- Rugat
- Salem
- Sempere
- Terrateig